# Ligue mondiale de volley-ball 2016
Navigation
2015 2017
La 27e édition de la Ligue mondiale de volley-ball se déroule du 16 juin au 26 juin 2016, pour la phase intercontinentale et du 1er juillet au 17 juillet pour la phase finale. La France (tenante du titre), la Pologne (championne du monde en titre) et la Russie (championne olympique en titre) ainsi que les plus grandes nations du volley s'affrontent lors du tournoi le plus prestigieux de l'année.
La Ligue mondiale 2016 est une répétition pour les équipes qui iront à Rio de Janeiro pour les Jeux Olympiques 2016. Comme lors de chaque année olympique, le tournoi est raccourci (5 semaines contre 2 mois habituellement).
La ligue mondiale passe cette année de 32 à 36 équipes. Ainsi, Taïwan, le Qatar et la Slovénie (vice-championne d'Europe 2015) disputent pour la première fois cette compétition.

## Qualification
- Les 32 équipes de l'édition 2015 sont qualifiées directement[1].
- La  Slovénie qualifié grâce à son parcours à la Ligue européenne 2015[2].
- Le  Taïwan, l' Allemagne et le  Qatar ont été invités à participer à la Division 3[3].

| Afrique                                                                      | Asie et Océanie                                                            | Europe | Amérique du Nord                          | Amerique du Sud            |
| ---------------------------------------------------------------------------- | -------------------------------------------------------------------------- | --- | ----------------------------------------- | -------------------------- |
| Égypte Tunisie                                                               | Australie Chine Taïwan Iran Japon Kazakhstan Qatar Corée du Sud            | \| Belgique Bulgarie Tchéquie Finlande France Allemagne Grèce Italie Monténégro \| Pays-Bas Pologne Portugal Russie Serbie Slovaquie Slovénie Espagne Turquie \| | Canada Cuba Mexique Porto Rico États-Unis | Argentine Brésil Venezuela |
| Belgique Bulgarie Tchéquie Finlande France Allemagne Grèce Italie Monténégro | Pays-Bas Pologne Portugal Russie Serbie Slovaquie Slovénie Espagne Turquie | |                                           |                            |

## Formule de la compétition

### Tour intercontinental

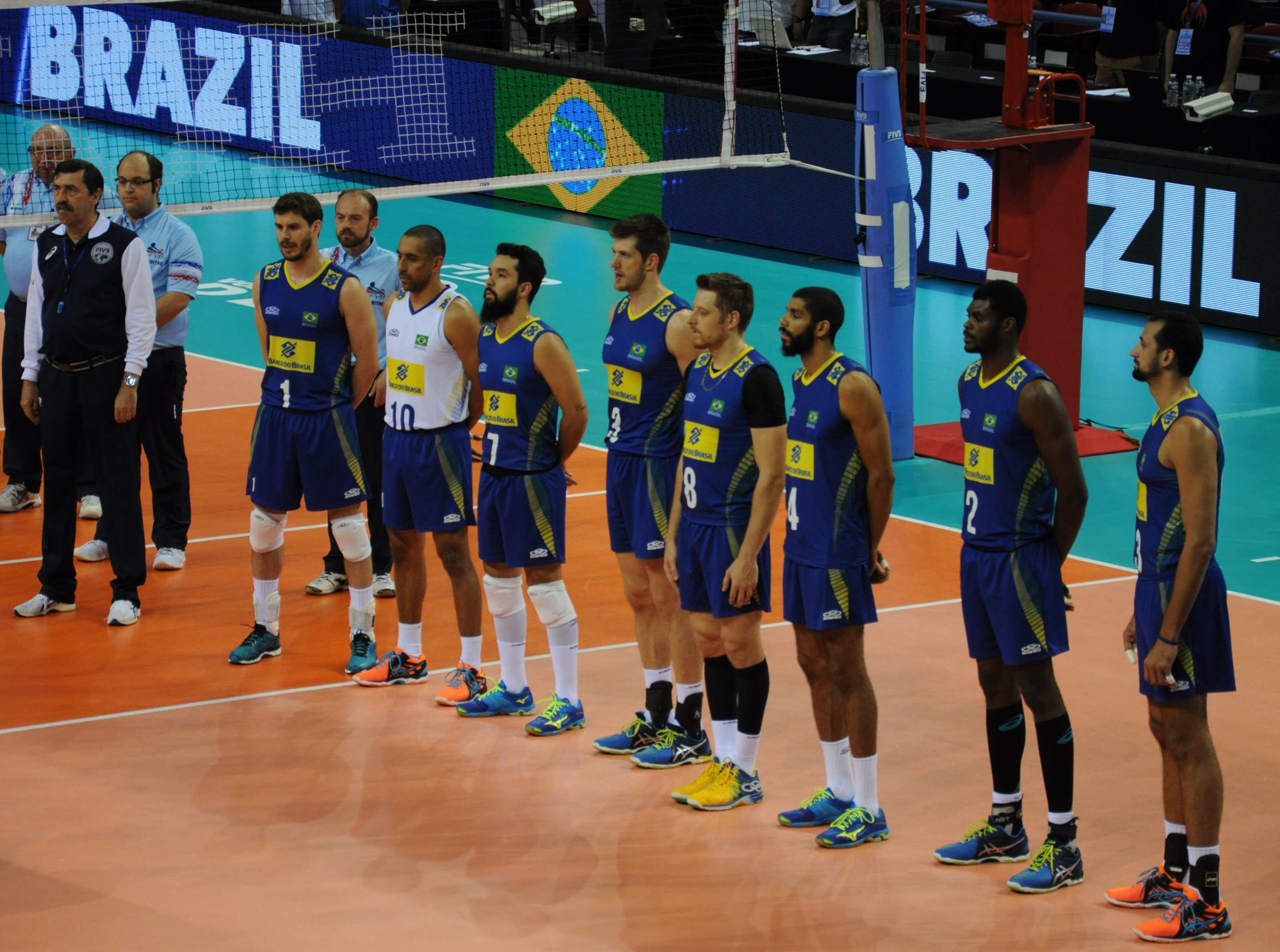
Équipe du Brésil de Volley-Ball en juillet 2016

- Division 1, les 12 équipes sont placées dans 9 poules de 4 équipes. Dans chaque poule, toutes les équipes se rencontreront dans un Tournoi toutes rondes. Le résultat des 9 poules formera un unique classement. L'équipe du pays organisateur ainsi que les cinq meilleures équipes se rencontreront pour le tour final. La dernière équipe après le tour intercontinental pourra être relégué si le vainqueur de la Division 2 a atteint les conditions mis en place par la FIVB.
- Division 2, les 12 équipes sont placées dans 9 poules de 4 équipes. Dans chaque poule, toutes les équipes se rencontreront dans un Tournoi toutes rondes. Le résultat des 9 poules formera un unique classement. L'équipe du pays organisateur ainsi que les trois meilleures équipes se rencontreront pour le tour final. La dernière équipe après le tour intercontinental pourra être relégué si le vainqueur de la Division 3 a atteint les conditions mis en place par la FIVB.
- Division 3, les 12 équipes sont placées dans 6 poules de 4 équipes. Dans chaque poule, toutes les équipes se rencontreront dans un Tournoi toutes rondes. Le résultat des 6 poules formera un unique classement. L'équipe du pays organisateur ainsi que les trois meilleures équipes se rencontreront pour le tour final.

### Tour final
- Division 1, les 6 équipes du tour final seront divisées en 2 poules déterminés par le système serpentin. L'équipe du pays organisateur sera en position de tête, et les autres équipes seront réparties en fonction de leur classement pendant le tour préliminaire. Les deux meilleures équipes de chaque poule se rencontreront pour les demi-finales. Et les vainqueurs joueront dans un match final pour la médaille d'or.
- Division 2 et Division 3, L'équipe du pays organisateur rencontrera l'équipe la moins bien classée pour les demi-finales. Les 2 autres équipes se rencontreront dans l'autre demi-finale. Les vainqueurs joueront dans un match final pour la médaille d'or, ainsi qu'une chance de promotion.

Le système de comptabilisation des points est :
- pour une victoire par 3-0 ou 3-1, le vainqueur obtient 3 points, le perdant 0 point ;
- pour une victoire par 3-2, le vainqueur obtient 2 points, le perdant 1 point.

Pour départager les équipes, on utilise les critères suivants :
1. Nombre de matchs gagnés ;
2. Nombre de points gagnés ;
3. Ratio des sets ;
4. Ratio des points ;
5. Différence particulière.

## Composition des poules
Les poules de la Division 1 et de la Division 2 ont été annoncées le 18 août 2015. Les poules de la Division 3 ont été annoncées le 29 octobre 2015.
| Semaine 1                        | Semaine 1                            | Semaine 1                      |
| Poule A1 Australie               | Poule B1 Brésil                      | Poule C1 Russie                |
| -------------------------------- | ------------------------------------ | ------------------------------ |
| France Italie Australie Belgique | États-Unis Brésil Iran Argentine     | Serbie Bulgarie Russie Pologne |
| Semaine 2                        |                                      |                                |
| Poule D1 Pologne                 | Poule E1 Italie                      | Poule F1 Serbie                |
| France Pologne Argentine Russie  | États-Unis Australie Italie Belgique | Serbie Bulgarie Brésil Iran    |
| Semaine 3                        |                                      |                                |
| Poule G1 France                  | Poule H1 États-Unis                  | Poule I1 Iran                  |
| France Brésil Belgique Pologne   | États-Unis Bulgarie Australie Russie | Serbie Italie Iran Argentine   |

| Semaine 1                             | Semaine 1                        | Semaine 1                          |
| Poule A2 Turquie                      | Poule B2 Japon                   | Poule C2 République tchèque        |
| ------------------------------------- | -------------------------------- | ---------------------------------- |
| Pays-Bas Portugal Turquie Slovaquie   | Japon Corée du Sud Finlande Cuba | Canada Chine Égypte Tchéquie       |
| Semaine 2                             |                                  |                                    |
| Poule D2 Slovaquie                    | Poule E2 Égypte                  | Poule F2 Canada                    |
| Pays-Bas Tchéquie Cuba Slovaquie      | Japon Turquie Finlande Égypte    | Canada Chine Corée du Sud Portugal |
| Semaine 3                             |                                  |                                    |
| Poule G2 Corée du Sud                 | Poule H2 Chine                   | Poule I2 Finlande                  |
| Pays-Bas Corée du Sud Égypte Tchéquie | Japon Chine Turquie Slovaquie    | Canada Portugal Finlande Cuba      |

| Semaine 1                        | Semaine 1                            | Semaine 1                           |
| Poule A3 Slovénie                | Poule B3 Mexique                     | Poule C3 Grèce                      |
| -------------------------------- | ------------------------------------ | ----------------------------------- |
| Slovénie Tunisie Venezuela Qatar | Mexique Espagne Monténégro Allemagne | Kazakhstan Grèce Taïwan Porto Rico  |
| Semaine 2                        |                                      |                                     |
| Poule D3 Grèce                   | Poule E3 Tunisie                     | Poule F3 Kazakhstan                 |
| Slovénie Porto Rico Grèce Qatar  | Mexique Venezuela Monténégro Tunisie | Kazakhstan Allemagne Espagne Taïwan |

| Semaine 5                                                                 | Semaine 5                         |
| Group 1 Pologne                                                           | Group 1 Pologne                   |
| ------------------------------------------------------------------------- | --------------------------------- |
| \| Poule J1 Pologne Serbie France \| Poule K1 Brésil États-Unis Italie \| |                                   |
| Semaine 4                                                                 | Semaine 3                         |
| Group 2 Portugal                                                          | Group 3 Allemagne                 |
| Portugal Canada Turquie Pays-Bas                                          | Allemagne Slovénie Grèce Taïwan   |
| Poule J1 Pologne Serbie France                                            | Poule K1 Brésil États-Unis Italie |

| Poule J1 Pologne Serbie France | Poule K1 Brésil États-Unis Italie |

## Programme de la Compétition
| ● | Tour intercontinental | ● | Tour final |

|            | Semaine 1 16–19 juin | Semaine 2 23–26 juin | Semaine 3 1–3 juillet | Semaine 4 9–10 juillet | Semaine 5 13–17 juillet |
| ---------- | -------------------- | -------------------- | --------------------- | ---------------------- | ----------------------- |
| Division 1 | 18 matches           | 18 matches           | 18 matches            |                        | 10 matches              |
| Division 2 | 18 matches           | 18 matches           | 18 matches            | 4 matches              |                         |
| Division 3 | 18 matches           | 18 matches           | 4 matches             |                        |                         |

## Tour intercontinental

### Division 1
|  | Qualifié pour le Tour Final de la Division 1                               |
|  | Qualifié en tant que pays organisateur pour le Tour Final de la Division 1 |
|  | En position de relégation                                                  |

#### Classement
| #  | Équipe     | Pts | J | G | Gt | Pt | P | Sp | Sc | Ratio | Pp  | Pc  | Ratio |
| 1  | Brésil     | 23  | 9 | 7 | 1  | 0  | 1 | 25 | 8  | 3.125 | 793 | 681 | 1.164 |
| 2  | États-Unis | 23  | 9 | 7 | 1  | 0  | 1 | 25 | 9  | 2.778 | 814 | 748 | 1.088 |
| 3  | Serbie     | 21  | 9 | 6 | 1  | 1  | 1 | 23 | 11 | 2.091 | 810 | 738 | 1.098 |
| 4  | France     | 20  | 9 | 6 | 0  | 2  | 1 | 23 | 10 | 2.3   | 806 | 735 | 1.097 |
| 5  | Italie     | 19  | 9 | 6 | 0  | 1  | 2 | 20 | 10 | 2     | 715 | 654 | 1.093 |
| 6  | Russie     | 15  | 9 | 5 | 0  | 0  | 4 | 15 | 14 | 1.071 | 698 | 662 | 1.054 |
| 7  | Iran       | 9   | 9 | 1 | 3  | 0  | 5 | 15 | 22 | 0.682 | 777 | 861 | 0.902 |
| 8  | Belgique   | 11  | 9 | 2 | 1  | 3  | 3 | 15 | 20 | 0.75  | 760 | 779 | 0.976 |
| 9  | Argentine  | 10  | 9 | 2 | 1  | 2  | 4 | 16 | 20 | 0.8   | 824 | 835 | 0.987 |
| 10 | Pologne    | 8   | 9 | 2 | 1  | 0  | 6 | 11 | 22 | 0.5   | 755 | 815 | 0.926 |
| 11 | Bulgarie   | 2   | 9 | 0 | 1  | 0  | 8 | 8  | 26 | 0.308 | 706 | 810 | 0.872 |
| 12 | Australie  | 1   | 9 | 0 | 0  | 1  | 8 | 3  | 27 | 0.111 | 600 | 740 | 0.811 |

#### Semaine 1

##### Poule A1
- Lieu :  Sydney Olympic Park Sports Centre, Sydney, Australie

##### Poule B1
- Lieu:  Carioca Arena 1, Rio de Janeiro, Brésil

##### Poule C1
- Lieu:  Yantarny Sports Complex, Kaliningrad, Russie

#### Semaine 2

##### Poule D1
- Lieu:  Atlas Arena, Łódź, Pologne

##### Poule E1
- Lieu:  PalaLottomatica, Rome, Italie

##### Poule F1
- Venue:  Hala Aleksandar Nikolić, Belgrade, Serbie

#### Semaine 3

##### Poule G1
- Lieu:  Palais des sports Jean-Weille, Nancy, France

##### Poule H1
- Lieu:  Kay Bailey Hutchison Convention Center, Dallas, États-Unis

##### Poule I1
- Lieu:  Azadi Indoor Stadium, Téhéran, Iran

### Division 2
|  | Qualifié pour le Tour Final de la Division 2                               |
|  | Qualifié en tant que pays organisateur pour le Tour Final de la Division 2 |
|  | En position de relégation                                                  |

#### Classement
| #  | Équipe       | Pts | J | G | Gt | Pt | P | Sp | Sc | Ratio | Pp  | Pc  | Ratio |
| 1  | Canada       | 24  | 9 | 7 | 1  | 1  | 0 | 26 | 7  | 3.714 | 787 | 677 | 1.162 |
| 2  | Turquie      | 21  | 9 | 5 | 3  | 0  | 1 | 25 | 10 | 2.5   | 813 | 756 | 1.075 |
| 3  | Pays-Bas     | 19  | 9 | 5 | 1  | 2  | 1 | 22 | 15 | 1.467 | 839 | 768 | 1.092 |
| 4  | Finlande     | 18  | 9 | 4 | 2  | 2  | 1 | 22 | 16 | 1.375 | 858 | 826 | 1.039 |
| 5  | Tchéquie     | 13  | 9 | 2 | 3  | 1  | 3 | 19 | 19 | 1     | 837 | 850 | 0.985 |
| 6  | Chine        | 12  | 9 | 4 | 0  | 0  | 5 | 13 | 17 | 0.765 | 681 | 681 | 1     |
| 7  | Égypte       | 11  | 9 | 2 | 2  | 1  | 4 | 15 | 20 | 0.75  | 781 | 816 | 0.957 |
| 8  | Slovaquie    | 10  | 9 | 2 | 1  | 2  | 4 | 15 | 22 | 0.682 | 788 | 843 | 0.935 |
| 9  | Cuba         | 9   | 9 | 0 | 3  | 3  | 3 | 18 | 24 | 0.75  | 891 | 917 | 0.972 |
| 10 | Corée du Sud | 9   | 9 | 1 | 2  | 2  | 4 | 14 | 22 | 0.636 | 804 | 820 | 0.98  |
| 11 | Japon        | 9   | 9 | 2 | 0  | 3  | 4 | 14 | 21 | 0.667 | 763 | 803 | 0.95  |
| 12 | Portugal     | 7   | 9 | 1 | 1  | 2  | 5 | 13 | 23 | 0.565 | 758 | 843 | 0.899 |

#### Semaine 1

##### Poule A2
- Lieu:  İzmir Atatürk Volleyball Hall, İzmir, Turquie

##### Poule B2
- Lieu:  Osaka Municipal Central Gymnasium, Osaka, Japon

##### Poule C2
- Lieu:  Budvar Arena, České Budějovice, République tchèque

#### Semaine 2

##### Poule D2
- Lieu:  Aegon Arena, Bratislava, Slovaquie

##### Poule E2
- Lieu:  Cairo Stadium Indoor Halls Complex, Le Caire, Égypte

##### Poule F2
- Lieu:  SaskTel Centre, Saskatoon, Canada

#### Semaine 3

##### Poule G2
- Lieu:  Jangchung Gymnasium, Seoul, Corée du Sud

##### Pool H2
- Lieu :  Xuancheng Sports Centre, Xuancheng, Chine

##### Pool I2
- Lieu :  Tampere Ice Stadium, Tampere, Finlande

### Division 3
|  | Qualifié pour le Tour Final de la Division 3                               |
|  | Qualifié en tant que pays organisateur pour le Tour Final de la Division 3 |

#### Classement
| #  | Équipe     | Pts | J | G | Gt | Pt | P | Sp | Sc | Ratio | Pp  | Pc  | Ratio |
| 1  | Slovénie   | 15  | 6 | 5 | 0  | 0  | 1 | 16 | 5  | 3.2   | 513 | 441 | 1.163 |
| 2  | Grèce      | 15  | 6 | 5 | 0  | 0  | 1 | 15 | 6  | 2.5   | 516 | 462 | 1.117 |
| 3  | Taïwan     | 12  | 6 | 4 | 0  | 0  | 2 | 13 | 9  | 1.444 | 530 | 515 | 1.029 |
| 4  | Monténégro | 12  | 6 | 2 | 2  | 2  | 0 | 16 | 12 | 1.333 | 628 | 599 | 1.048 |
| 5  | Venezuela  | 10  | 6 | 2 | 2  | 0  | 2 | 14 | 11 | 1.273 | 576 | 557 | 1.034 |
| 6  | Qatar      | 9   | 6 | 3 | 0  | 0  | 3 | 11 | 10 | 1.1   | 477 | 480 | 0.994 |
| 7  | Espagne    | 9   | 6 | 2 | 1  | 1  | 2 | 13 | 12 | 1.083 | 556 | 552 | 1.007 |
| 8  | Tunisie    | 8   | 6 | 2 | 1  | 0  | 3 | 10 | 13 | 0.769 | 537 | 549 | 0.978 |
| 9  | Allemagne  | 7   | 6 | 2 | 0  | 1  | 3 | 11 | 13 | 0.846 | 534 | 535 | 0.998 |
| 10 | Mexique    | 5   | 6 | 1 | 0  | 2  | 3 | 10 | 16 | 0.625 | 546 | 590 | 0.925 |
| 11 | Kazakhstan | 3   | 6 | 1 | 0  | 0  | 5 | 4  | 15 | 0.267 | 423 | 478 | 0.885 |
| 12 | Porto Rico | 3   | 6 | 1 | 0  | 1  | 5 | 4  | 15 | 0.267 | 397 | 475 | 0.836 |

#### Semaine 1

##### Poule A3
- Lieu :  Arena Stožice, Ljubljana, Slovénie

##### Poule B3
- Lieu:  Gimnasio Olímpico Juan de la Barrera, Mexico, Mexique

##### Poule C3
- Lieu:  Kozani New Indoor Sports Hall, Kozani, Grèce

#### Semaine 2

##### Poule D3
- Lieu:  Alexandreio Melathron, Thessaloniki, Grèce

##### Poule E3
- Lieu:  El Menzah Sports Palace, Tunis, Tunisie

##### Poule F3
- Lieu:  Baluan Sholak Sports Palace, Almaty, Kazakhstan

## Phase finale
- Tous les horaires sont GMT (UTC±00:00).

### Division 3
- Lieu:  Fraport Arena, Frankfurt, Allemagne

#### Final four (Semaine 3)
|  | Demi-finales | Demi-finales |                        |   | Finale     | Finale     |
|  | Demi-finales | Demi-finales |                        |   | Finale     | Finale     |
|  |              |              |                        |   |            |            |
|  | 1 Juillet,   | 1 Juillet,   |                        |   | 2 Juillet, | 2 Juillet, |
|  | 1 Juillet,   | 1 Juillet,   |                        |   | 2 Juillet, | 2 Juillet, |
|  | Allemagne    | 3            |                        |   | 2 Juillet, | 2 Juillet, |
|  | Allemagne    | 3            |                        |   | 2 Juillet, | 2 Juillet, |
|  | Taïwan       | 0            |                        |   | 2 Juillet, | 2 Juillet, |
|  | Taïwan       | 0            | Allemagne              | 1 |            |            |
|  | 1 Juillet,   |              | Allemagne              | 1 |            |            |
|  |              | Slovénie     | 3                      |   |            |            |
|  | Slovénie     | Slovénie     | 3                      | 3 |            |            |
|  | Slovénie     |              |                        | 3 |            |            |
|  | Grèce        | 0            |                        |   |            |            |
|  | Grèce        | 0            | Match pour la 3e place |   |            |            |
|  |              |              |                        |   |            |            |
|  | 2 Juillet,   |              |                        |   |            |            |
|  |              |              |                        |   |            |            |
|  | Taïwan       | 1            |                        |   |            |            |
|  | Taïwan       | 1            |                        |   |            |            |
|  | Grèce        | 3            |                        |   |            |            |
|  | Grèce        | 3            |                        |   |            |            |

### Division 2
- Lieu:  Centro de Desportos e Congressos de Matosinhos, Matosinhos, Portugal

#### Final four (Semaine 4)
|  | Demi-finales | Demi-finales |                        |   | Finale      | Finale      |
|  | Demi-finales | Demi-finales |                        |   | Finale      | Finale      |
|  |              |              |                        |   |             |             |
|  | 9 Juillet,   | 9 Juillet,   |                        |   | 10 Juillet, | 10 Juillet, |
|  | 9 Juillet,   | 9 Juillet,   |                        |   | 10 Juillet, | 10 Juillet, |
|  | Canada       | 3            |                        |   | 10 Juillet, | 10 Juillet, |
|  | Canada       | 3            |                        |   | 10 Juillet, | 10 Juillet, |
|  | Turquie      | 0            |                        |   | 10 Juillet, | 10 Juillet, |
|  | Turquie      | 0            | Canada                 | 3 |             |             |
|  | 9 Juillet,   |              | Canada                 | 3 |             |             |
|  |              | Portugal     | 0                      |   |             |             |
|  | Portugal     | Portugal     | 0                      | 3 |             |             |
|  | Portugal     |              |                        | 3 |             |             |
|  | Pays-Bas     | 1            |                        |   |             |             |
|  | Pays-Bas     | 1            | Match pour la 3e place |   |             |             |
|  |              |              |                        |   |             |             |
|  | 10 Juillet,  |              |                        |   |             |             |
|  |              |              |                        |   |             |             |
|  | Turquie      | 1            |                        |   |             |             |
|  | Turquie      | 1            |                        |   |             |             |
|  | Pays-Bas     | 3            |                        |   |             |             |
|  | Pays-Bas     | 3            |                        |   |             |             |

### Division 1
- Lieu:  Tauron Arena Kraków, Kraków, Pologne

#### Phase de Poule (Semaine 5)
|  | Qualifiés pour les Demi-finales |

##### Poule J1
| # | Équipe  | Pts | J | G | Gt | Pt | P | Sp | Sc | Ratio | Pp  | Pc  | Ratio |
| 1 | Serbie  | 4   | 2 | 1 | 0  | 1  | 0 | 5  | 4  | 1.25  | 195 | 194 | 1.005 |
| 2 | France  | 3   | 2 | 0 | 1  | 1  | 0 | 5  | 5  | 1     | 213 | 208 | 1.024 |
| 3 | Pologne | 2   | 2 | 0 | 1  | 0  | 1 | 4  | 5  | 0.8   | 192 | 198 | 0.97  |

##### Poule K1
| # | Équipe     | Pts | J | G | Gt | Pt | P | Sp | Sc | Ratio | Pp  | Pc  | Ratio |
| 1 | Brésil     | 5   | 2 | 1 | 1  | 0  | 0 | 6  | 2  | 3     | 188 | 167 | 1.126 |
| 2 | Italie     | 3   | 2 | 1 | 0  | 0  | 1 | 3  | 4  | 0.75  | 160 | 171 | 0.936 |
| 3 | États-Unis | 1   | 2 | 0 | 0  | 1  | 1 | 3  | 6  | 0.5   | 206 | 216 | 0.954 |

#### Final four (Semaine 5)
|  | Demi-finales | Demi-finales |                        |   | Finale      | Finale      |
|  | Demi-finales | Demi-finales |                        |   | Finale      | Finale      |
|  |              |              |                        |   |             |             |
|  | 16 Juillet,  | 16 Juillet,  |                        |   | 17 Juillet, | 17 Juillet, |
|  | 16 Juillet,  | 16 Juillet,  |                        |   | 17 Juillet, | 17 Juillet, |
|  | Serbie       | 3            |                        |   | 17 Juillet, | 17 Juillet, |
|  | Serbie       | 3            |                        |   | 17 Juillet, | 17 Juillet, |
|  | Italie       | 2            |                        |   | 17 Juillet, | 17 Juillet, |
|  | Italie       | 2            | Serbie                 | 3 |             |             |
|  | 16 Juillet,  |              | Serbie                 | 3 |             |             |
|  |              | Brésil       | 0                      |   |             |             |
|  | France       | Brésil       | 0                      | 1 |             |             |
|  | France       |              |                        | 1 |             |             |
|  | Brésil       | 3            |                        |   |             |             |
|  | Brésil       | 3            | Match pour la 3e place |   |             |             |
|  |              |              |                        |   |             |             |
|  | 17 Juillet,  |              |                        |   |             |             |
|  |              |              |                        |   |             |             |
|  | Italie       | 0            |                        |   |             |             |
|  | Italie       | 0            |                        |   |             |             |
|  | France       | 3            |                        |   |             |             |
|  | France       | 3            |                        |   |             |             |

## Classement final
| Rank               | Team         |
| ------------------ | ------------ |
| Médaille d'or      | Serbie       |
| Médaille d'argent  | Brésil       |
| Médaille de bronze | France       |
| 4                  | Italie       |
| 5                  | Pologne      |
| -                  | États-Unis   |
| 7                  | Russie       |
| 8                  | Iran         |
| 9                  | Belgique     |
| 10                 | Argentine    |
| 11                 | Bulgarie     |
| 12                 | Australie    |
| 13                 | Canada       |
| 14                 | Portugal     |
| 15                 | Pays-Bas     |
| 16                 | Turquie      |
| 17                 | Finlande     |
| 18                 | Tchéquie     |
| 19                 | Chine        |
| 20                 | Égypte       |
| 21                 | Slovaquie    |
| 22                 | Cuba         |
| 23                 | Corée du Sud |
| 24                 | Japon        |
| 25                 | Slovénie     |
| 26                 | Allemagne    |
| 27                 | Grèce        |
| 28                 | Taïwan       |
| 29                 | Monténégro   |
| 30                 | Venezuela    |
| 31                 | Qatar        |
| 32                 | Espagne      |
| 33                 | Tunisie      |
| 34                 | Mexique      |
| 35                 | Kazakhstan   |
| 36                 | Porto Rico   |

| Champion 2016 de la World League |
| -------------------------------- |
| Serbie 1er titre                 |

| Liste des 14 joueurs du Tour Final (Division 1) |
| Aleksandar Okolić, Uroš Kovačević, Milan Katić, Dragan Stanković , Marko Ivović, Nikola Jovović, Miloš Nikić, Tomislav Dokić, Dražen Luburić, Aleksa Brđović, Neven Majstorović, Marko Podraščanin, Nikola Rosić, Srećko Lisinac |
| Entraîneur |
| Nikola Grbić |

## Distinctions individuelles

### Récompenses lors du tour final
| - MVP Marko Ivović - Meilleur passeur Simone Giannelli - Meilleur réceptionneur-attaquant Marko Ivović Antonin Rouzier | - Meilleur central Maurício Luiz de Souza Srecko Lisinac - Meilleur attaquant Wallace de Souza - Meilleur libéro Jenia Grebennikov |

## Statistiques

### Meilleur marqueurs
Meilleur marqueurs déterminés par les points marqués en attaquant, en contrant et en servant.
|      | Division 1              | Division 1 | Division 2          | Division 2 | Division 3         | Division 3 |
| Rang | Nom                     | Points     | Nom                 | Points     | Nom                | Points     |
| ---- | ----------------------- | ---------- | ------------------- | ---------- | ------------------ | ---------- |
| 1    | Tsvetan Sokolov         | 155        | Ahmed Elkotb        | 188        | Marko Bojić        | 125        |
| 2    | Gert Van Walle          | 153        | Wouter Ter Maat     | 178        | Kervin Piñerua     | 116        |
| 3    | Wallace de Souza        | 130        | Olli-Pekka Ojansivu | 171        | Mitja Gasparini    | 113        |
| 4    | Ricardo Lucarelli Souza | 124        | Alexandre Ferreira  | 164        | Chen Chien-chen    | 100        |
| 5    | Luca Vettori            | 123        | Kunihiro Shimizu    | 158        | Rafail Koumentakis | 99         |

### Meilleurs attaquants
Meilleurs attaquants déterminés par le pourcentage d'attaques réussie..
|      | Division 1              | Division 1 | Division 2            | Division 2 | Division 3                | Division 3 |
| Rang | Nom                     | %          | Nom                   | %          | Nom                       | %          |
| ---- | ----------------------- | ---------- | --------------------- | ---------- | ------------------------- | ---------- |
| 1    | Wallace de Souza        | 55.90      | Baturalp Burak Güngör | 56.95      | Steven Morales            | 55.70      |
| 2    | Uroš Kovačević          | 55.56      | Michal Finger         | 53.95      | Rafail Koumentakis        | 55.06      |
| 3    | Ricardo Lucarelli Souza | 54.59      | Maarten van Garderen  | 52.97      | Andreas-Dimitrios Frangos | 54.97      |
| 4    | Earvin N'Gapeth         | 53.15      | John Gordon Perrin    | 52.50      | Wang Ming-chun            | 54.48      |
| 5    | Antonin Rouzier         | 52.63      | Alexandre Ferreira    | 51.59      | Andrés Villena            | 53.01      |

### Meilleurs contreurs
Meilleurs contreurs déterminés par la moyenne de contres par set.
|      | Division 1          | Division 1 | Division 2        | Division 2 | Division 3       | Division 3 |
| Rang | Nom                 | Moyenne    | Nom               | Moyenne    | Nom              | Moyenne    |
| ---- | ------------------- | ---------- | ----------------- | ---------- | ---------------- | ---------- |
| 1    | Simon Van De Voorde | 0.74       | Jasper Diefenbach | 0.82       | Gojko Ćuk        | 1.07       |
| 2    | Sebastián Solé      | 0.69       | Tommi Siirilä     | 0.76       | Omar Agrebi      | 1.00       |
| 3    | Dmitry Musersky     | 0.69       | Chen Longhai      | 0.60       | Ibrahim Ibrahim  | 0.86       |
| 4    | Mohammad Mousavi    | 0.68       | Graham Vigrass    | 0.54       | Tomás Aguilera   | 0.77       |
| 5    | Srećko Lisinac      | 0.59       | Thomas Koelewijn  | 0.53       | Jonathan Quijada | 0.72       |

### Meilleurs serveurs
Meilleurs serveurs déterminés par la moyenne d'aces par set.
|      | Division 1              | Division 1 | Division 2          | Division 2 | Division 3      | Division 3 |
| Rang | Nom                     | Moyenne    | Nom                 | Moyenne    | Nom             | Moyenne    |
| ---- | ----------------------- | ---------- | ------------------- | ---------- | --------------- | ---------- |
| 1    | Ricardo Lucarelli Souza | 0.52       | Olli-Pekka Ojansivu | 0.55       | Mitja Gasparini | 0.71       |
| 2    | Srećko Lisinac          | 0.47       | Hossam Abdalla      | 0.51       | Marko Bojić     | 0.46       |
| 3    | Simone Giannelli        | 0.43       | Donovan Dzavoronok  | 0.47       | Kervin Piñerua  | 0.40       |
| 4    | Ivan Zaytsev            | 0.40       | Seo Jae-duck        | 0.36       | Klemen Čebulj   | 0.39       |
| 5    | Cristian Poglajen       | 0.39       | Kunihiro Shimizu    | 0.34       | Pedro Rangel    | 0.27       |

### Meilleurs passeurs
Meilleurs passeurs déterminés par la moyenne de passes réussies par set.
|      | Division 1        | Division 1 | Division 2       | Division 2 | Division 3         | Division 3 |
| Rang | Nom               | Moyenne    | Nom              | Moyenne    | Nom                | Moyenne    |
| ---- | ----------------- | ---------- | ---------------- | ---------- | ------------------ | ---------- |
| 1    | Benjamin Toniutti | 9.06       | Han Sun-soo      | 11.97      | José Carrasco      | 9.08       |
| 2    | Grzegorz Łomacz   | 8.82       | Li Runming       | 11.53      | Sergey Kuznetsov   | 8.84       |
| 3    | Sergey Grankin    | 6.90       | Tyler Sanders    | 9.44       | Khaled Ben Slimene | 7.17       |
| 4    | Simone Giannelli  | 5.93       | Eemi Tervaportti | 8.71       | Huang Pei-hung     | 6.59       |
| 5    | Luciano De Cecco  | 5.83       | Hossam Abdalla   | 6.06       | Mehdi Ben Cheikh   | 6.39       |

### Meilleurs défenseurs
Meilleurs défenseurs déterminés par la moyenne de défense par set.
|      | Division 1        | Division 1 | Division 2         | Division 2 | Division 3      | Division 3 |
| Rang | Nom               | Moyenne    | Nom                | Moyenne    | Nom             | Moyenne    |
| ---- | ----------------- | ---------- | ------------------ | ---------- | --------------- | ---------- |
| 1    | Jenia Grebennikov | 3.03       | Lauri Kerminen     | 2.50       | Nikola Lakčević | 2.31       |
| 2    | Alexis González   | 2.25       | Ahmed Mohamed      | 1.66       | Tayeb Korbosli  | 2.09       |
| 3    | Luke Perry        | 2.23       | Tyler Sanders      | 1.56       | Ismaïl Moalla   | 1.78       |
| 4    | Paweł Zatorski    | 2.18       | Blair Cameron Bann | 1.54       | Jesús Rangel    | 1.65       |
| 5    | Erik Shoji        | 2.12       | Tong Jiahua        | 1.37       | Héctor Mata     | 1.52       |

### Meilleurs receptionneurs
Meilleurs receptionneurs déterminés par le pourcentage de receptions réussies.
|      | Division 1        | Division 1 | Division 2         | Division 2 | Division 3                    | Division 3 |
| Rang | Nom               | %          | Nom                | %          | Nom                           | %          |
| ---- | ----------------- | ---------- | ------------------ | ---------- | ----------------------------- | ---------- |
| 1    | Rafał Buszek      | 59.47      | Tong Jiahua        | 66.44      | Héctor Mata                   | 61.03      |
| 2    | Taylor Sander     | 57.96      | Jung Ji-seok       | 65.12      | Mohamed Ali Ben Othmen Miladi | 59.35      |
| 3    | Earvin N'Gapeth   | 56.29      | Blair Cameron Bann | 64.18      | Lin Yung-shun                 | 59.28      |
| 4    | Erik Shoji        | 56.25      | John Gordon Perrin | 60.81      | Jhonlen Barreto               | 58.91      |
| 5    | Jenia Grebennikov | 56.10      | Lauri Kerminen     | 60.67      | Roman Fartov                  | 58.33      |